# Виноградове (Херсонський район)
Виноградове — село в Україні, центр Виноградівської сільської громади Херсонського району Херсонської області, центр Виноградівської сільської ради, колишній центр Чалбаської волості. До 1946 носило назву Чалбаси. Населення становить 4636 осіб. З початку широкомасштабного вторгнення Росії в Україну село перебуває під російською військовою окупацією.

## Історія
Станом на 1886 рік у селі Чалбаської волості мешкало 4788 осіб, налічувалось 656 двори, існували православна церква, школа, 13 лавок, відбувався щорічний ярмарок.
Під час організованого радянською владою Голодомору 1932—1933 років померло щонайменше 195 жителів села.

## Населення
Згідно з переписом УРСР 1989 року чисельність наявного населення села становила 4635 осіб, з яких 2201 чоловік та 2434 жінки.
За переписом населення України 2001 року в селі мешкало 4636 осіб.

### Мовний склад
Рідна мова населення за даними перепису 2001 року:
| Мова       | Чисельність, осіб | Доля     |
| ---------- | ----------------- | -------- |
| Українська | 4 424             | 95,43 %  |
| Російська  | 167               | 3,60 %   |
| Інше       | 45                | 0,97 %   |
| Разом      | 4 636             | 100,00 % |

## Пам'ятки
В селі знаходиться Миколаївська церква, 1910 р. Споруджена в модернізованих формах ампіру із застосуванням романського й неовізантійського стилів. Дзвіниця й купол знесені в роки радянської влади.

## Відомі люди
- Буланова Валентина Костянтинівна (* 1923) — українська акторка.
- Пожарський Сергій Михайлович (1900-1970) — український радянський художник.